# Флор, Густав
Густав Иванович Флор (нем. Gustav August Adam Flor; 1829—1883) — российский энтомолог, балтийский немец.

## Биография
Родился 13 (25) августа 1829 года в имении Альт-Салис (Вольмарский уезд, Лифляндской губернии), которое арендовал его отец.
До десяти лет получал домашнее образование; в 1840—1846 годах учился в частной гимназии в Биркенруэ. В 1847—1851 годах учился на физико-математическом факультете Дерптского университета, окончив его со степенью кандидата зоологии, с 1852 по 1854 годы учился на медицинском факультете того же университета, в апреле 1855 года сдав экзамены на степень доктора медицины; в 1856 году написал диссертацию по ринхотам (Rhynchotorum Livonicorum descriptio. — Дерпт, 1856) и получил степень доктора медицины ([sic]). С 1857 по 1859 год продолжил медицинское образование за границей — в Берлине, Вене и Париже, не оставляя своего интереса к зоологии.
Вернувшись на родину, занялся врачебной практикой и, одновременно, продолжал работать по энтомологической тематике, подготовив двухтомное сочинение по полужесткокрылым насекомым Лифляндской губернии: «Die Rhynchoten Livlands» (Дерпт, 1860—1861; Том 1, Том 2) и оставшееся незаконченным, крупное сочинение: «Zur Kenntnis der Rhynchoten» (М., 1861). Он напечатал также «Beiträge zu einer Kritik der von Fieber in den Jahren 1858—61 veröffentlichten Schriften über Rhynchoten» (Berlin, 1862). В «Записках Московского общества любителей естествознания» в 1861 году напечатал две статьи: «Ueber Hemipteren im Kaukasus und an der Grenze Persiens» и «Ueber europäische Psylloden».
Летом 1860 года стал штатным приват-доцентом зоологии Дерптского университета и заведующим зоологическим кабинетом (впоследствии Зоологический музей). В 1861 году стал сверхштатным профессором, а 15 декабря 1862 года — ординарным профессором зоологии. С 22 декабря 1878 года — действительный статский советник; имел ордена Св. Станислава 2-й ст. с императорской короной (1871) и Св. Анны 2-й ст. (1874). Зоологическим кабинетом заведовал до самой своей смерти и поскольку занимался только одним узким отделом энтомологии, не интересуясь другими разделами зоологии, кабинет при нём не получил никакого развития. 
Подал в отставку по болезни 29 апреля 1883 года, а спустя два дня, 1 (13) мая 1883 года, скончался.